# Anadenanthera
Anadenanthera é um género de árvores da América do Sul da família das leguminosas, Fabaceae. O gênero contém 2-4 espécies, incluindo Anadenanthera colubrina, uma variedade de angico e a Anadenanthera peregrina. Essas árvores são, respectivamente, conhecidas no mundo ocidental principalmente a A. peregrina como fontes de rapés alucinógenos conhecidos entre os índios da Amazônia (Tucano, Waika, Araibo, Piaroa,  Surara e Baniwa), como: yopo, cohoba, nopo, mopo o paricá, entre outros nomes.
O principal componente ativo da Anadenanthera é uma variante das triptaminas conhecida como bufotenina por sua presença em sapos do gênero Bufo, entre outros.